# 谭冰若
谭冰若（1924年—2014年11月15日），男，广东广州人，中国音乐理论和声乐教育家，上海音乐学院教授，曾任中国音乐家协会理事。